# Polyplacophora
Los poliplacóforos (Polyplacophora, del griego polýs πολύς, muchas, plax πλαξ, placa o valva y phorós φορός, portador; más la terminación neutra de plural -a), o quitones, son una clase de moluscos. Existen al menos 900 especies vivientes y más de 360 especies fósiles. Se llaman quitones en los libros por castellanización y generalización del nombre de uno de los géneros más comunes, Chiton. 
En la lengua común se les llama a veces cucarachas de mar, cochinillas de mar, o chapes, y en Perú con el nombre de barquillos.

## Características
La anatomía de los poliplacóforos aparece simplificada respecto a otros moluscos, como los gasterópodos. Tienen una cabeza indiscernible carente de tentáculos y de ojos. En ella se abre la boca, dotada de una rádula cubierta por filas de dientecillos, 17 cada una, reforzados con un recubrimiento de magnetita. En la superficie inferior se encuentra el pie musculado por cuyos movimientos se deslizan lentamente.
Su manto secreta una serie de ocho placas imbricadas (como las tejas en un tejado) que le sirven de protección, rodeadas en su parte exterior por un cinturón carnoso que es el borde del manto. Las placas de los poliplacóforos tienen una estructura compleja, con una base totalmente calcárea y una capa superior mixta organomineral, con conquiolina en su composición, según la regla general de los moluscos. El componente mineral es en este caso aragonito. Las placas tienen además engrosamientos y surcos que son funcionales, porque concuerdan con órganos sensoriales táctiles y visuales situados bajo ellas en la epidermis y llamados estetos. Así, aunque no suelen tener el par de ojos que es general a los moluscos, pueden llegar a tener miles de otros más pequeños en su superficie superior. A veces estos ojos están dotados de una estructura refringente, es decir un cristalino. Entre el pie y el cinturón hay una cavidad paleal en forma de surco, y es donde se encuentran las branquias.

## Reproducción

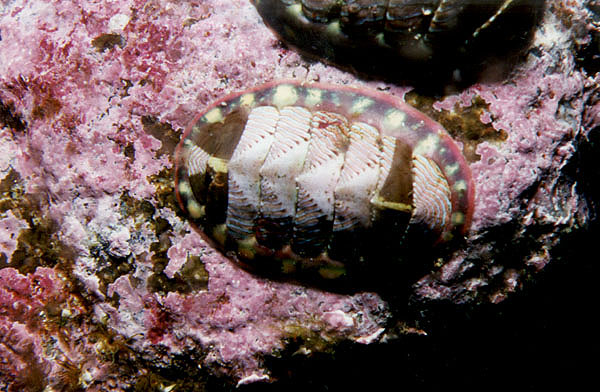
Tonicella lineata (Chitonida)

Son dioicos (con sexos separados) y generalmente una sola gónada, ovario o testículo. Las hembras sueltan los huevos para ser fecundados cuando perciben el esperma liberado por los machos. En unos pocos casos la fecundación es interna, desarrollándose entonces las larvas en los conductos ováricos, donde se ha producido la fecundación.

## Hábitat y modo de vida

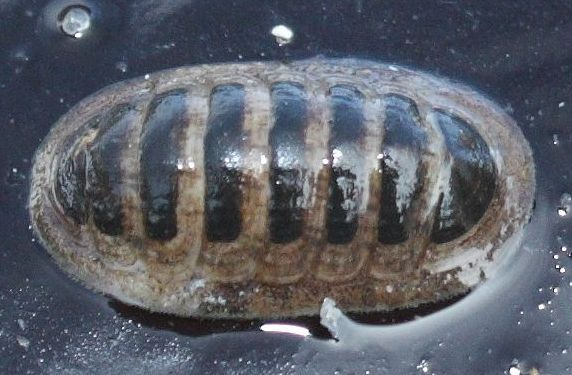
Leptochiton asellus (Lepidopleurida)

La mayoría de estos moluscos son herbívoros ramoneadores de algas. Habitan sustratos rocosos en la línea de la costa, incluida la zona intermareal, con una ecología semejante a la de las lapas, aunque también se conocen especies de aguas profundas, sobre todo en las latitudes más frías. Son animales poco conspicuos, crípticos por sus colores y su actitud, que es la de permanecer mucho tiempo inmóviles, encajados en un rincón propio de la roca, al que vuelven regularmente y al que terminan incluso ajustando su anatomía. Son gregarios y de hábitos nocturnos, con una taxia fotonegativa marcada, así que buscan el lado inferior de las rocas. Tienen la habilidad de enroscarse, formando una bola protegida por las placas. 